# 누가 내 치즈를 옮겼을까?
누가 내 치즈를 옮겼을까?(영어: Who Moved My Cheese? An Amazing Way to Deal with Change in Your Work and in Your Life)는 스펜서 존슨의 책이다.
누가 내 치즈를 옮겼을까? 스니프와 스커리라는 4명의 캐릭터와 인간의 은유물인 '헴'과 '호'가 등장한다. 그들은 환경의 상징인 미로 속에서 살고 행복과 성공의 상징인 치즈를 찾는다. 처음에는 치즈가 없었으나, 쥐와 인간은 짝을 지어 치즈를 찾기 위해 긴 통로를 여행했다. 어느 날 두 그룹 모두 치즈 스테이션 C의 복도에서 우연히 마주치게 된다.
어느 날 스니프와 스커리는 치즈 남은 것이 없다는 것을 알고 "치즈 스테이션 C"에 도착하지만, 그들은 놀라지 않는다. 치즈 공급이 줄어드는 것을 알아차린, 그들은 더 많은 치즈를 찾는 힘들지만 피할 수 없는 일을 위해 미리 마음의 준비를 해두었다. "치즈 스테이션 C"를 뒤로하고 그들은 함께 새로운 치즈를 찾기 시작한다. 그날 오후, 헴과 호는 치즈 스테이션 C에 도착하지만 치즈가 없는 같은 것을 발견한다. 화가 나고 짜증이 난 헴은 "누가 내 치즈를 옮겼니?"라고 묻는다. 인간은 치즈 공급이 일정할 것으로 기대해왔고, 이러한 만일의 사태에 대한 준비가 되어 있지 않다. 치즈가 정말로 사라졌다고 결정한 후 그들은 그 상황의 불공평함에 화가 난다. 호는 새로운 치즈를 찾자고 제안했지만 헴은 실망감을 감추지 못하며 이 제안을 일축했다.
한편, 스니프와 스커리는 "치즈 스테이션 N"과 새로운 치즈를 발견했다. 그러나 치즈 스테이션 C로 돌아온 헴과 호는 그들의 치즈 부족에 영향을 받고 그들의 문제에 대해 서로를 비난한다. 변화를 희망하며, 호는 새로운 치즈를 찾는 것을 다시 제안한다. 하지만, 헴은 그의 오래된 일상에 위안을 받고 미지의 것에 대해 두려워한다. 그는 또 그 생각을 해냈다. 얼마간 부정하고 나서, 인간들은 치즈 없이 지내게 된다. 어느 날, 그의 쇠약해지는 두려움을 알게 된 호는 그 상황을 비웃기 시작했고, 자신을 너무 심각하게 받아들이는 것을 그만두었다. 호는 그저 넘어가야 한다는 것을 깨닫고 미로 속으로 들어가지만, 친구가 생각할 수 있도록 치즈 스테이션 C의 벽에 끌로 "당신이 변하지 않으면 당신은 멸종할 수 있다"라고 새기기 전에는 안 된다.
여전히 그의 트레킹에 두려운 호는 벽에 "만약 당신이 두렵지 않았다면 어떻게 했을 것인가?"라고 적었고, 그것에 대해 생각한 후, 그는 그의 모험을 시작한다. 호는 여전히 걱정으로 괴로워하며 (아마도 그가 수색을 시작하기까지 너무 오래 기다렸을 것이다.) 자신에게 영양이 되는 치즈 조각을 발견했고 그는 수색을 계속할 수 있었다. Haw는 치즈가 갑자기 사라진 것이 아니라 계속 먹으면서 줄어들었다는 것을 깨닫는다. 빈 치즈 정거장에 들른 후, 호는 다시 미지의 것에 대해 걱정하기 시작한다. 그의 두려움을 떨쳐버리고, Haw의 새로운 사고방식은 그가 삶을 다시 즐길 수 있게 해준다. 그는 심지어 다시 웃기 시작했다! 그는 "두려움을 넘어설 때, 자유를 느낀다"는 것을 깨닫고 있다. 빈 치즈 가게가 하나 더 생긴 후, 호는 간신히 찾은 새 치즈 몇 조각을 가지고 헴으로 돌아가기로 결심한다.
친구가 실망스럽게도, 타협하지 않고, 헴은 새로운 치즈를 거부한다. 지식을 습득한 호는 다시 미로 속으로 향한다. 곳곳에 새로 생긴 치즈 조각에 영감을 받아 미로 속으로 깊숙이 들어간 호는 벽에 글씨를 남긴다. 이것들은 그의 생각을 명확히 하고 그의 친구가 새로운 치즈를 찾는 동안 도움을 찾을 것이라는 희망을 준다. 여전히 여행 중, 호는 어느 날 치즈 스테이션 N을 우연히 만나게 되는데, 치즈 스테이션 N은 그에게 낯선 품종을 포함하며, 그는 자신이 찾던 것을 발견했다는 것을 깨닫는다. 식사를 마친 후, 호는 자신의 경험을 돌아본다. 그는 옛 친구를 만나기 위해 돌아올까 말까 생각하고 있다. 그러나 호는 헴이 자신의 길을 찾도록 내버려 두기로 결심한다..

(줄거리)
<누가 내 치즈를 옮겼을까?>에서 마이클이 말해주는 이야기 속에는 스니프와 스커리라는 4명의 캐릭터와 인간의 은유물인 '헴'과 '허'가 등장한다. 그들은 환경의 상징인 미로 속에서 살고 행복과 성공의 상징인 치즈를 찾는다. 처음에는 치즈가 없었으나, 쥐와 인간은 각각 짝을 지어 치즈를 찾기 위해 긴 통로를 여행했다. 그리고 어느 순간 두 그룹 모두 치즈 창고 C의 복도에서 우연히 마주치게 된다. 어느 날 치즈 창고 C에 도착했던 스니프와 스커리는 치즈 남은 것이 없다는 것을 알아차리지만, 그들은 놀라지 않는다. 치즈 공급이 줄어드는 것을 알아차린 그들은 더 많은 치즈를 찾는 힘들지만 피할 수 없는 일을 위해 미리 마음의 준비를 해두었었다. 치즈 창고 C를 뒤로하고 그들은 함께 새로운 치즈를 찾기 시작한다. 그날 오후, 헴과 허는 치즈 스테이션 C에 도착하지만 치즈가 없는 같은 것을 발견한다. 화가 나고 짜증이 난 헴은 "누가 내 치즈를 옮겼어?"라고 묻는다. 둘은 치즈 공급이 일정할 것으로 기대해왔고, 이러한 만일의 사태에 대한 준비가 되어 있지 않다. 치즈가 정말로 사라졌다고 낙심한 후 그들은 그 상황의 불공평함에 화가 난다. 허는 새로운 치즈를 찾자고 제안했지만 헴은 실망감을 감추지 못하며 이 제안을 거절했다. 한편, 스니프와 스커리는 "치즈 창고 N"과 새로운 치즈를 발견했다. 그러나 치즈 창고 C에 있던 헴과 허는 그들의 치즈 부족에 영향을 받고 그들의 문제에 대해 서로를 비난한다. 변화를 이해하자며, 허는 새로운 치즈를 찾는 것을 다시 제안한다. 하지만, 헴은 그의 오래된 일상에 위안을 받고 미지의 것에 대해 두려워한다. 결국 허는 희망을 잃었다. 얼마동안 우울해한 뒤, 인간들은 치즈 없이 지내게 된다. 어느 날, 그의 쇠약해지는 두려움을 알게 된 허는 그 상황을 비웃기 시작했고, 자신을 너무 심각하게 받아들이는 것을 그만두었다. 허는 미로 속으로 들어가지만, 친구가 나중에 미로로 들어올때 자신의 뒤를 따라올수 있도록 치즈 창고 C의 벽에 글을 세겼다. 그렇게 오랫동안 미로속에서 새로운 치즈 창고를 찾던 허는 결국 치즈 창고 N을 발견하고 그곳에서 치즈를 먹던 스니프와 스커리를 발견하고 치즈를 즐긴다. 이런 이야기를 해준 마이클은 다른 동창들과 이에 대해 토론을 하는 것이 줄거리이다.